# Ranipur (Uttar Pradesh)
Ranipur – miasto w północnych Indiach w stanie Uttar Pradesh, na Nizinie Hindustańskiej.
Populacja miasta w 2001 roku wynosiła 18 029 mieszkańców.